# St Lawrence Jewry

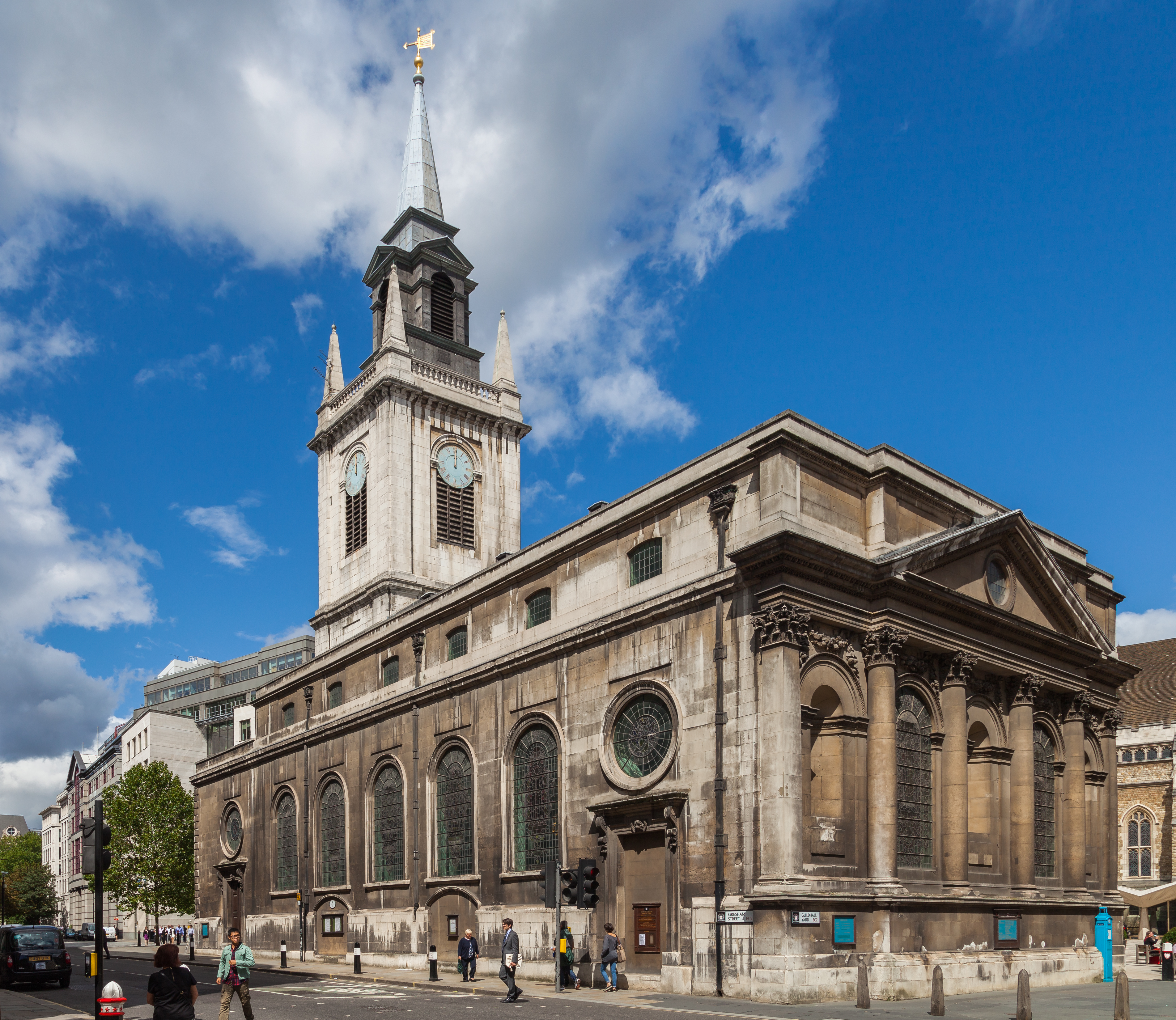
St Lawrence Jewry

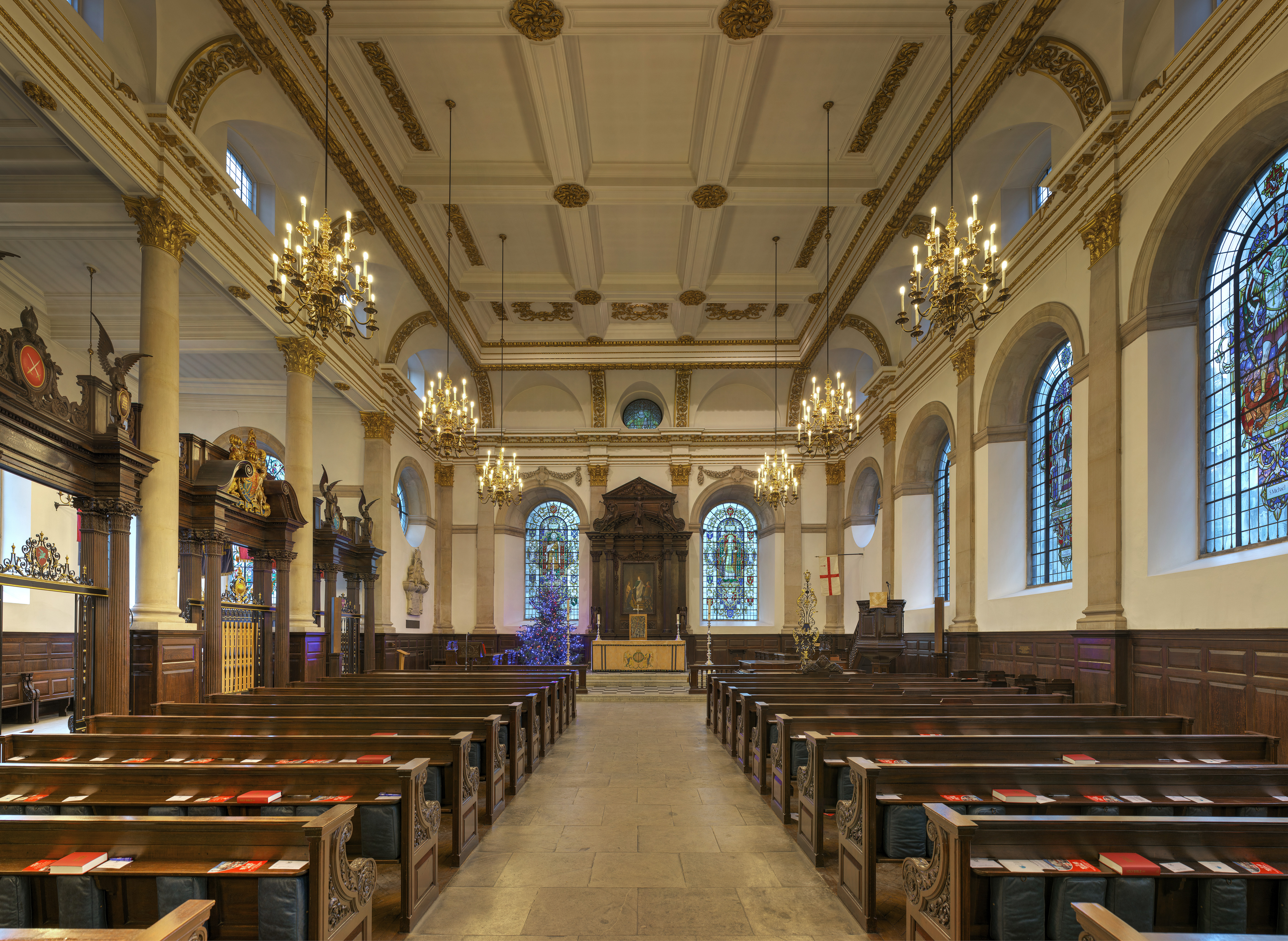
Innenansicht

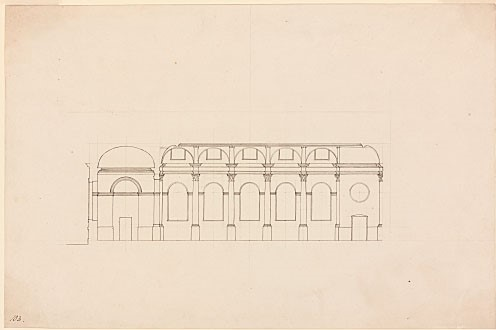
Aufrisszeichnung von Edward Woodroofe

St Lawrence Jewry, auch bekannt als St Lawrence Jewry next Guildhall, ist ein in der Nähe der Guildhall gelegenes anglikanisches Kirchengebäude im Londoner Innenstadtbezirk City of London.

## Geschichte
Die in der Nähe des jüdischen Ghettos gelegene, seit 1280 dem Balliol College in Oxford gehörende Kirche geht auf das 12. Jahrhundert zurück. Die mittelalterliche Kirche, in der auch Thomas Morus predigte, wurde 1618 wiederhergestellt und mit neuen Glasfenstern versehen. 1666 ging sie beim Großen Brand von London zugrunde und wurde 1670 bis 1687 durch Christopher Wren neuerrichtet. Als einzige der Wren-Kirchen besitzt sie aus topographischen Gründen einen asymmetrischen Grundriss, indem einem einfachen Saalbau nordseitig ein Annex anfügt ist, verbunden durch eine vierfache Säulenstellung mit dem Hauptraum. Straßenseitig weist die Kirche eine aufwendige Fassadengestaltung mittels eines vorgeblendeten übergiebelten Portikus mit korinthischen Halbsäulen auf, wie ihn Wren in monumentaler Form am Greenwich Hospital verwendete. Die Kirche besitzt einen in den Bau integrierten, mit Obelisken besetzten und in einem Spitzhelm endenden Kirchturm.
1687 baute der englische Orgelbauer Renatus Harris eine Orgel.
1866 bis 1867 wurde die Kirche durch Arthur Blomfield restauriert und dabei die ursprüngliche Galerie im Seitenschiff entfernt. Die im Zweiten Weltkrieg 1941 stark beschädigte Kirche wurde 1954 bis 1957 wiederhergestellt.